# Дремлик широколистный
Дре́млик широколи́стный, или Дремлик чемерицеви́дный, или Дремлик лесно́й, или лесна́я чемери́ца (лат. Epipáctis helleboríne, растение также широко известно под синонимичным названием Epipactis latifólia (L.) All.) — травянистое растение; типовой вид рода Дремлик семейства Орхидные, или Ятрышниковые (Orchidaceae).

## Название
Русское название род Дремлик получил из-за поникающих, как бы «дремлющих» цветков.
Русское видовое название следует переводить как чемерицевидный от лат. Helleborus Gueldenst., 1791, nom. illeg. — долиннеевского названия рода Чемерица, с которой растение имеет внешнее сходство. В литературе закрепились некорректные названия Дремлик зимовниковый и Д. морозниковый из-за созвучия латинского видового названия с названием рода Helleborus — Морозник, или Зимовник, с которым растение не имеет сходства. В современных определителях чаще основным видовым названием выступает «широколистный» от лат. latifolia — распространённого в литературе видового синонима.

## Ботаническое описание

### Морфология

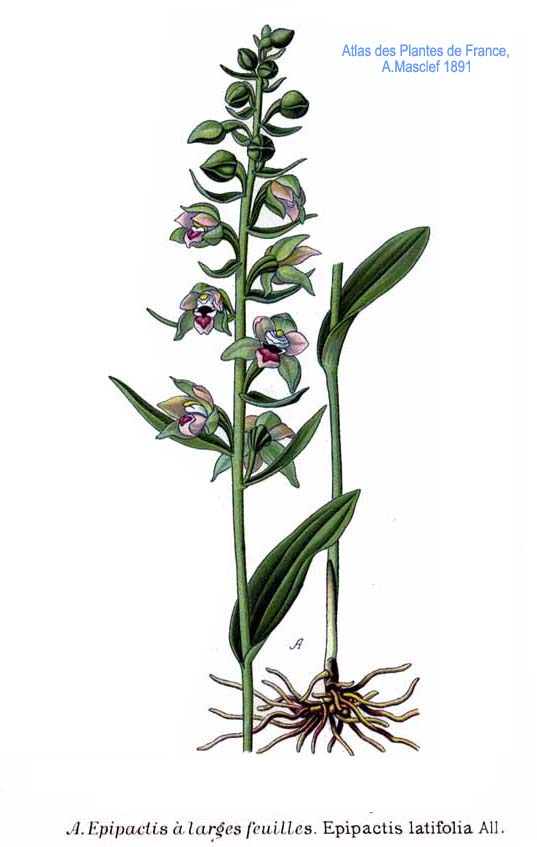

Многолетнее растение с коротким, толстым, плагиотропным корневищем.
Стебли крупные, крепкие, высотой 25—80 (до 100) см, вверху рассеянно-опушённые.
Листья по краю и снизу вдоль жилок шершаво опушённые, в числе 4—10 (до 12): нижние широкоэллиптические или яйцевидные, при основании переходящие во влагалища, верхние яйцевидно-ланцетные, не образующие влагалищ.
Прицветники ланцетные, зелёные, нижние превышают цветок.
Соцветие — многоцветковая (6—25 (до 50) цветков) кисть длиной 10—40 см, многоцветковая. Цветки пахучие. Околоцветник зигоморфный, с голыми растопыренными листочками, по длине (1–1,3 см) примерно равными завязи. Наружные листочки околоцветника зеленоватые, внутренние — бледно-зелёные, в нижней половине розоватые. Губа длиной 0,9—1,1 см, не имеет шпорца, поперечной вырезкой поделена на две части; задняя её часть (гипохилий) округлая, полушаровидно-мешковатая, выгнутая, красно-тёмно-бурая, снаружи зеленоватая; передняя доля (эпихилий) губы широко сердцевидно-яйцевидная, вогнутая, зеленовато-бледно-лиловая.
Плод — коробочка, повислая, овальная, часто шестигранная. Семена мелкие бледно-жёлтые, 1,2–1,4 мм длиной, по 3—4 тыс. семян в плоде.
Диплоидный набор хромосом 2n = 36, 38, 40, 44.

### Размножение и онтогенез
Дремлик широколистный цветет в июне—июле; плодоносит в августе—сентябре.
Размножается преимущественно семенным путём. В результате деления корневища возможно вегетативное размножение, при этом особи располагаются близко друг к другу, поскольку междоузлия корневища очень короткие.
Жизненный цикл составляет не менее 30—35 лет. Семя прорастает после инфицирования грибом, и на 9-й год развивается первый облиственный побег. Растение зацветает в 10—11 лет, может цвести ежегодно на протяжении многих лет. Часто растения переходят на 2—7 и более лет в состояние вторичного покоя.

### Консортивные связи
В целом растение является аллогамным, но в засушливых местообитаниях описаны и самоопыляющиеся подвиды и формы. Опыляется преимущественно рабочими особями общественных ос подсемейства Веспины (Vespinae). Нектар содержит ряд метаболитов дрожжевого брожения (этанол, оксикодон и др.), оказывающих наркотическое действие на опылителей. Считается, что одурманенные осы являются более эффективными опылителями, поскольку, вследствие утраты координации движений, не способны избавляться от приклеивающихся к ним поллиниев.
Интенсивность микоризообразования сильно варьирует в зависимости от возраста растения, питательности и увлажнённости субстрата. В хвойных лесах на умеренно увлажнённых глинистых почвах корни практически лишены микоризы. Молодые растения гораздо больше зависят от грибов-симбионтов. Взрослые растения с хорошо развитыми листьями и корневищем, как правило, автотрофны. Редко в природе встречаются микотрофные особи с белыми цветками и бесхлорофилльными листьями.

## Ареал и экология
Наиболее часто встречаемый и широко распространённый вид рода Epipactis. Распространён в Европе, на Кавказе, в Малой и Средней Азии, Китае и Японии. В России встречается почти повсеместно в европейской части (кроме юго-востока) и в Сибири. В качестве натурализовавшегося заносного вида отмечается в США и Канаде.
Произрастает в тенистых лиственных и смешанных лесах, на сырых лугах; предпочитает места с несомкнутым растительным покровом. Хорошо приживается во вторичных местообитаниях — в лесопосадках, на вырубка, вдоль шоссейных и железных дорог.

## Классификация
Наиболее полиморфный вид рода Epipactis, внутри которого выделено множество подвидов, разновидностей, отличающихся по размерам и форме листовой пластинки, форме и окраске цветков.

### Таксономическая схема
|  |                                      |  |                                                             |                                                             |                    |  | ещё 13 семейств (согласно Системе APG IV) | ещё 13 семейств (согласно Системе APG IV)                             |                                                                       |  |  |  | ещё 90—100 родов                              | ещё 90—100 родов          |  |  |
|  |                                      |  |                                                             |                                                             |                    |  | ещё 13 семейств (согласно Системе APG IV) | ещё 13 семейств (согласно Системе APG IV)                             |                                                                       |  |  |  | ещё 90—100 родов                              | ещё 90—100 родов          |  |  |
|  |                                      |  |                                                             | порядок Спаржецветные                                       |                    |  |                                           |                                                                       | подсемейство Эпидендровые                                             |  |  |  |                                               | вид Дремлик широколистный |  |  |
|  |                                      |  |                                                             | порядок Спаржецветные                                       |                    |  |                                           |                                                                       | подсемейство Эпидендровые                                             |  |  |  |                                               | вид Дремлик широколистный |  |  |
|  | отдел Цветковые, или Покрытосеменные |  |                                                             |                                                             | семейство Орхидные |  |                                           |                                                                       | род Дремлик                                                           |  |  |  |                                               |                           |  |  |
|  | отдел Цветковые, или Покрытосеменные |  |                                                             |                                                             |                    |  |                                           |                                                                       |                                                                       |  |  |  |                                               |                           |  |  |
|  |                                      |  | ещё 63 порядка цветковых растений (согласно Системе APG IV) | ещё 63 порядка цветковых растений (согласно Системе APG IV) |                    |  |                                           | ещё 4 подсемейства: Апостасиевые, Циприпедиевые, Ванильные и Орхидные | ещё 4 подсемейства: Апостасиевые, Циприпедиевые, Ванильные и Орхидные |  |  |  | около 60—80 видов (на территории РФ 14 видов) |                           |  |  |
|  |                                      |  |                                                             | ещё 63 порядка цветковых растений (согласно Системе APG IV) |                    |  |                                           |                                                                       | ещё 4 подсемейства: Апостасиевые, Циприпедиевые, Ванильные и Орхидные |  |  |  |                                               |                           |  |  |

### Синонимы
По информации базы данных The Plant List (2013), в синонимику вида входят следующие названия
- Amesia consimilis (D.Don) A.Nelson & J.F.Macbr
- Amesia discolor (Kraenzl.) Hu
- Amesia latifolia (L.) A.Nelson & J.F.Macbr.
- Amesia latifolia f. monotropoides Mousley
- Amesia latifolia f. variegata Mousley
- Amesia longibracteata Schweinf.
- Amesia monticola (Schltr.) Hu
- Amesia pycnostachys (K.Koch) A.Nelson & J.F.Macbr.
- Amesia squamellosa (Schltr.) Hu
- Amesia squamellosa (Schltr.) C. Schweinf.
- Amesia tenii (Schltr.) Hu
- Amesia yunnanensis (Schltr.) Hu
- Calliphyllon latifolium (L.) Bubani
- Cymbidium latifolium (L.) Sw.
- Epipactis atroviridis Linton
- Epipactis consimilis D.Don
- Epipactis dalhousiae Wight
- Epipactis discolor Kraenzl.
- Epipactis gutta-sanguinis Arv.-Touv.
- Epipactis helleborine f. alba (Webster) B.Boivin
- Epipactis helleborine f. albifolia M.R.Lowe
- Epipactis helleborine f. brevibracteata(Zapal.) Bordz.
- Epipactis helleborine var. castanearumGévaudan, Nicole & Anglade
- Epipactis helleborine var. chlorantha Verm.
- Epipactis helleborine var. densiflora Verm.
- Epipactis helleborine f. dentata (Zapal.) Soó
- Epipactis helleborine f. dilatata (Asch. & Graebn.) Soó
- Epipactis helleborine var. diversifolia Verm.
- Epipactis helleborine subsp. helleborine
- Epipactis helleborine f. helleborine
- Epipactis helleborine var. herbacea (Lindl.) S.N.Mitra
- Epipactis helleborine var. interrupta Beck
- Epipactis helleborine var. intrusa (Lindl.) S.N.Mitra
- Epipactis helleborine var. lancifolia (Zapal.) Bordz.
- Epipactis helleborine subsp. latifolia (L.) Syme
- Epipactis helleborine var. latifolia (L.) A.Blytt
- Epipactis helleborine var. laxiflora Verm.
- Epipactis helleborine f. luteola P.M.Br.
- Epipactis helleborine f. macrophylla Snarskis
- Epipactis helleborine var. minor R.Engel
- Epipactis helleborine subsp. minor (R.Engel) R.Engel
- Epipactis helleborine f. minor (R.Engel) P.Delforge
- Epipactis helleborine f. monotropoides (Mousley) Scoggan
- Epipactis helleborine f. montana (Zapal.) Bordz.
- Epipactis helleborine subsp. moratoria Riech. & Zirnsack
- Epipactis helleborine var. moratoria (Riech. & Zirnsack) P.Delforge
- Epipactis helleborine f. obtusa (Zapal.) Soó
- Epipactis helleborine subsp. ohwii (Fukuy.) H.J.Su
- Epipactis helleborine var. pallens Gaudin
- Epipactis helleborine f. parviflora (Zapal.) Bordz.
- Epipactis helleborine var. phoenicea Verm.
- Epipactis helleborine f. przemysliensis (Zapal.) Verm.
- Epipactis helleborine f. remota (Zapal.) Bordz.
- Epipactis helleborine var. thomsonii (Hook.f.) S.N.Mitra
- Epipactis helleborine var. thomsonii (Hook. f.) Karth.
- Epipactis helleborine var. thomsonii (Hook. f.) Aswal
- Epipactis helleborine var. thomsonii (Hook. f.) R.R. Stewart
- Epipactis helleborine subsp. transcaucasica A.P.Khokhr.
- Epipactis helleborine f. variegata (Webster) B.Boivin
- Epipactis helleborine var. viridens A.Gray
- Epipactis helleborine subsp. viridis Soó
- Epipactis helleborine var. youngiana (A.J.Richards & A.F.Porter) Kreutz
- Epipactis helleborine subsp. zirnsackiana (Riech.) Riech.
- Epipactis herbacea Lindl.
- Epipactis intrusa Lindl.
- Epipactis intrusa (Lindl.) Karth.
- Epipactis kezlinekii Batouek
- Epipactis latifolia (L.) All.
- Epipactis latifolia var. acutiloba Huter
- Epipactis latifolia f. alba Webster
- Epipactis latifolia f. albiflora E.G.Camus
- Epipactis latifolia var. condensata E.G.Camus & A.Camus
- Epipactis latifolia var. decipiens E.G.Camus
- Epipactis latifolia var. dentata (Zapal.) E.G.Camus
- Epipactis latifolia var. dilatata Asch. & Graebn.
- Epipactis latifolia var. interrupta (Beck) M.Schulze
- Epipactis latifolia var. intrusa (Lindl.) Hook.f.
- Epipactis latifolia var. major Neilr.
- Epipactis latifolia subsp. ovalis (Bab.) Nyman
- Epipactis latifolia var. platyphylla Irmisch
- Epipactis latifolia f. pseudovarians Engenst.
- Epipactis latifolia var. pygmaea W.Zimm.
- Epipactis latifolia var. robusta Podp.
- Epipactis latifolia var. thomsonii Hook.f.
- Epipactis latifolia f. variegata Webster
- Epipactis latifolia var. vulgaris Coss. & Germ.
- Epipactis ligulata Hand.-Mazz.
- Epipactis longibracteata (Schweinf.) S.Y.Hu
- Epipactis macrostachya Lindl.
- Epipactis magnibracteata C.Schweinf.
- Epipactis micrantha E.Peter
- Epipactis monticola Schltr.
- Epipactis nephrocordia Schltr.
- Epipactis ohwii Fukuy.
- Epipactis ovalis Bab.
- Epipactis ovalis C. Bab.
- Epipactis pycnostachys K.Koch
- Epipactis squamellosa Schltr.
- Epipactis tenii Schltr.
- Epipactis uliginosa Vest
- Epipactis viridans var. brevibracteata Zapal.
- Epipactis viridans var. dentata Zapal.
- Epipactis viridans f. humilis Zapal.
- Epipactis viridans f. interrupta (Beck) Zapal.
- Epipactis viridans var. lancifolia Zapal.
- Epipactis viridans var. lithuanica Zapal.
- Epipactis viridans f. minor Zapal.
- Epipactis viridans var. montana Zapal.
- Epipactis viridans var. obtusa Zapal.
- Epipactis viridans f. parviflora Zapal.
- Epipactis viridans var. przemysliensis Zapal.
- Epipactis viridans f. remota Zapal.
- Epipactis viridans var. subrotundifolia Zapal.
- Epipactis viridiflora Rupr.
- Epipactis voethii Robatsch
- Epipactis youngiana A.J.Richards & A.F.Porter
- Epipactis yunnanensis Schltr.
- Epipactis zirnsackiana Riech.
- Helleborine atroviridis (Linton) F.Hanb.
- Helleborine helleborine (L.) Druce
- Helleborine latifolia (L.) Moench
- Helleborine latifolia f. acutiloba (Huter) Graber
- Helleborine latifolia f. albiflora Graber
- Helleborine latifolia var. angustifolia Druce
- Helleborine latifolia var. atroviridis (Linton) Druce
- Helleborine latifolia f. brevibracteata (Zapal.) Soó
- Helleborine latifolia f. dentata (Zapal.) Soó
- Helleborine latifolia f. dilatata (Asch. & Graebn.) Soó
- Helleborine latifolia var. dilatata (Asch. & Graebn.) Graber
- Helleborine latifolia f. interrupta (Beck) Graber
- Helleborine latifolia f. lancifolia (Zapal.) Soó
- elleborine latifolia f. montana (Zapal.) Soó
- Helleborine latifolia f. obtusa (Zapal.) Soó
- Helleborine latifolia f. parviflora (Zapal.) Soó
- Helleborine latifolia var. platyphylla (Irmisch) Briq.
- Helleborine latifolia f. przemysliensis (Zapal.) Soó
- Helleborine latifolia f. pseudovarians (Engenst.) Soó
- Helleborine latifolia f. pycnostachys (K.Koch) Soó
- Helleborine latifolia f. pygmaea (W.Zimm.) Soó
- Helleborine macrostachya (Lindl.) Soó
- Helleborine nephrocardia (Schltr.) Soó
- Helleborine ovalis (Bab.) Druce
- Helleborine pycnostachys (K.Koch) Druce
- Helleborine squamellosa (Schltr.) Soó
- Helleborine tenii (Schltr.) Soó
- Helleborine varians Soó
- Helleborine yunnanensis (Schltr.) Soó
- Limodorum latifolium (L.) Kuntze
- Serapias consimilis (D.Don) A.A.Eaton
- Serapias helleborine L.
- Serapias helleborine var. latifolia L.
- Serapias latifolia (L.) Huds.
- Serapias memoralis Salisb.

## В культуре
Алёхин А. А. (1990), занимаясь интродукцией дремлика широколистного в Ботаническом саду Харьковского университета, оценил его как перспективный для культивирования. В условиях Москвы и Тверской области (Андреапольский район) цветение не регулярное, вегетативного размножения не наблюдалось, плохо переносит пересадку, повреждение корней приводит к гибели растения; в эксперименте из 7 только 3 успешно перенесли пересадку.

## Охранный статус
Дремлик широколистный занесён в Красные книги 30 регионов России, ещё в 2 регионах включён в списки видов для мониторинга. Охраняется на территории 32 заповедников, а также в национальных парках «Лосиный остров», «Плещеево озеро», «Самарская Лука», «Припышменские боры» и природных парков «Нижнехопёрский», «Щербаковский», «Оленьи ручьи» и «Река Чусовая».